# 身聖
身聖（しんせい）は金代に耶律徳寿が後契丹を称し自立した際に建てられた私年号。1196年旧10月。

## 西暦との対照表
| 身聖 | 元年   |
| 西暦 | 1196年 |
| 干支 | 丙辰   |